# Roy Jacobsen
Roy Jacobsen (* 26. prosince 1954, Oslo) je norský spisovatel. Debutoval v roce 1982 sbírkou povídek Vězeňský život (Fangeliv). Byl dvakrát nominován na Cenu Severské rady za literaturu, za román Vítězové (Seireherrene, 1991) a Mráz (Frost, 2003).
Do češtiny byl přeložen román Dřevaři (2005, česky 2010, překlad Ondřej Vimr), který se odehrává ve Finsku za zimní války a zabývá se tématy přátelství, kolaborace a kolektivní viny.

## Ocenění
- Tarjei Vesaas' debutantpris 1982, za Fangeliv
- Cappelenprisen 1987
- Notabeneprisen 1988
- Kritikerprisen 1989, za Det kan komme noen
- Bokhandlerprisen 1991, za Seierherrene
- Scheiblers legat 1991
- Ivar Lo-prisen 1994
- Oslo bys kunstnerpris 1994
- Riksmålsforbundets litteraturpris 2003
- Gyldendalprisen 2005
- Ungdommens kritikerpris 2005, za Hoggerne
- Bokhandlerprisen 2009, za Vidunderbarn